# Червоный Яр (Сумская область)
Червоный Яр (укр. Червоний Яр) — село, Вязовский сельский совет, Конотопский район, Сумская область, Украина.
Код КОАТУУ — 5922081504. Население по переписи 2001 года составляло 117 человек.

## Географическое положение
Село Червоный Яр находится на правом берегу реки Езуч, выше по течению на расстоянии в 7 км расположено село Бережное, ниже по течению на расстоянии в 1 км расположено село Совинка, на противоположном берегу — сёла Вязовое и Дубинка. Вдоль русла реки проведено несколько ирригационных каналов. По селу протекает несколько пересыхающих ручьёв с запрудами. Село вытянуто вдоль русла реки на 5 км.

## Экономика
- Птице-товарная ферма.
- ООО «Червоный Яр».
- «Юником-Агро», ООО.